# Paul Morrissey
Paul Joseph Morrissey (New York, 23 febbraio 1938 – New York, 28 ottobre 2024) è stato un regista, sceneggiatore, direttore della fotografia, produttore cinematografico e montatore statunitense.
Personaggio chiave nell'ambito della pop art statunitense, collaboratore di Andy Warhol, che promosse molti dei suoi film, continuò a lavorare da indipendente anche all'apice della propria fama. Dal 1966 alla prima metà del 1967 fu il manager ufficiale, insieme allo stesso Warhol, dei Velvet Underground.

## Biografia
Nato a New York nel 1938 in una famiglia di religione cattolica e d'origine irlandese, si laureò presso la Fordham University, ateneo gesuita nel Bronx. Già da studente cominciò a sviluppare un profondo interesse per il cinema, alimentato assistendo frequentemente alle proiezioni del Museum of Modern Art. Terminati gli studi, si trasferì nel Lower East Side, in un piccolo negozio da lui trasformato in sala cinematografica.
Nel 1965 fu presentato ad Andy Warhol, con il quale cominciò una fruttuosa collaborazione, che non si limitava alla sola produzione cinematografica: Morrissey fu infatti incaricato della gestione dello studio di Warhol, The Factory. In questa veste propose di associare il nome del celebre artista pop ad un gruppo musicale, e a questo scopo ingaggiò i Velvet Underground, già assidui frequentatori della Factory, affiancandovi la cantante di origine tedesca Nico. Fu durante questa esperienza di amministratore che Morrissey girò i suoi primi film, inizialmente improntati a un estremo minimalismo, occupandosi anche della distribuzione. Fu però Cowboy solitari (1967), il primo film ufficialmente scritto, prodotto e diretto da Morrissey (anche se ufficialmente la regia è accreditata a Andy Warhol).
L'attività del regista continuò sotto l'egida di Warhol fino al 1975, anno in cui le attività dell'artista si concentrarono sui dipinti e il commercio, lasciando poco spazio al cinema. Prima di lasciare la Factory, Morrissey girò la trilogia - formata da Flesh (1968), Trash - I rifiuti di New York (1970) e Calore (1972), con Joe Dallesandro e l'attrice transgender Holly Woodlawn - che lo consacrò come autore di culto nel cinema indipendente, oltre che due horror - unici nella carriera del regista a non essere autoprodotti - che gli garantirono un discreto successo commerciale.
Abitò e lavorò a Montauk, nello stato di New York, durante l'ultimo periodo della sua vita. L'interesse tributatogli in numerosi festival cinematografici internazionali lo spinse a dedicarsi a un seguito del suo film più celebre e influente, Trash, sempre con Dallesandro e Holly Woodlawn come protagonisti.

## Filmografia

Paul Morrissey in un autoscatto del 1967

- Chelsea Girls (1966), regista e direttore della fotografia.
- The Loves of Ondine (1967), regista e autore.
- Imitation of Christ (1967), regista e direttore della fotografia.
- Cowboy solitari (Lonesome Cowboys) (1968), regista (con Andy Warhol) e autore, montatore, produttore.
- San Diego Surf (1968), regista, sceneggiatore, produttore, direttore della fotografia, montatore.
- Flesh (1968) (noto anche come: Andy Warhol's Flesh), regista e autore, direttore della fotografia, produttore.
- Trash - I rifiuti di New York (Trash) (1970) (noto anche come: Andy Warhol's Trash), regista e autore, cinematografia, editor, produttore.
- L'amour (1972), regista e autore, produttore.
- Women in Revolt (1972), regista e autore, direttore della fotografia, montatore, produttore.
- Calore (Heat) (1972), regista, autore, direttore della fotografia, produttore.
- Il mostro è in tavola... barone Frankenstein (Flesh for Frankenstein) (1973) (noto anche come: Andy Warhol's Frankenstein), regista e autore. In 3D.
- Dracula cerca sangue di vergine... e morì di sete!!! (Blood for Dracula) (1974) (noto anche come: Andy Warhol's Dracula), regista e autore.
- Il cagnaccio dei Baskervilles (Hound Of The Baskervilles) (1978), regista e autore.
- Madame Wang's (1981), regista e autore e cinematografia.
- Forty Deuce (1982), regista e sceneggiatore.
- Sangue misto (Mixed Blood) (1985), regista e autore
- Il nipote di Beethoven (Beethoven's Nephew) (1985), regista e autore.
- Mafia kid (1988), regista e autore.
- Veruschka - (m)ein inszenierter Körper (2005), regista e autore.
- News from Nowhere (2010), regista, autore, produttore e montatore.